# Vadslagning

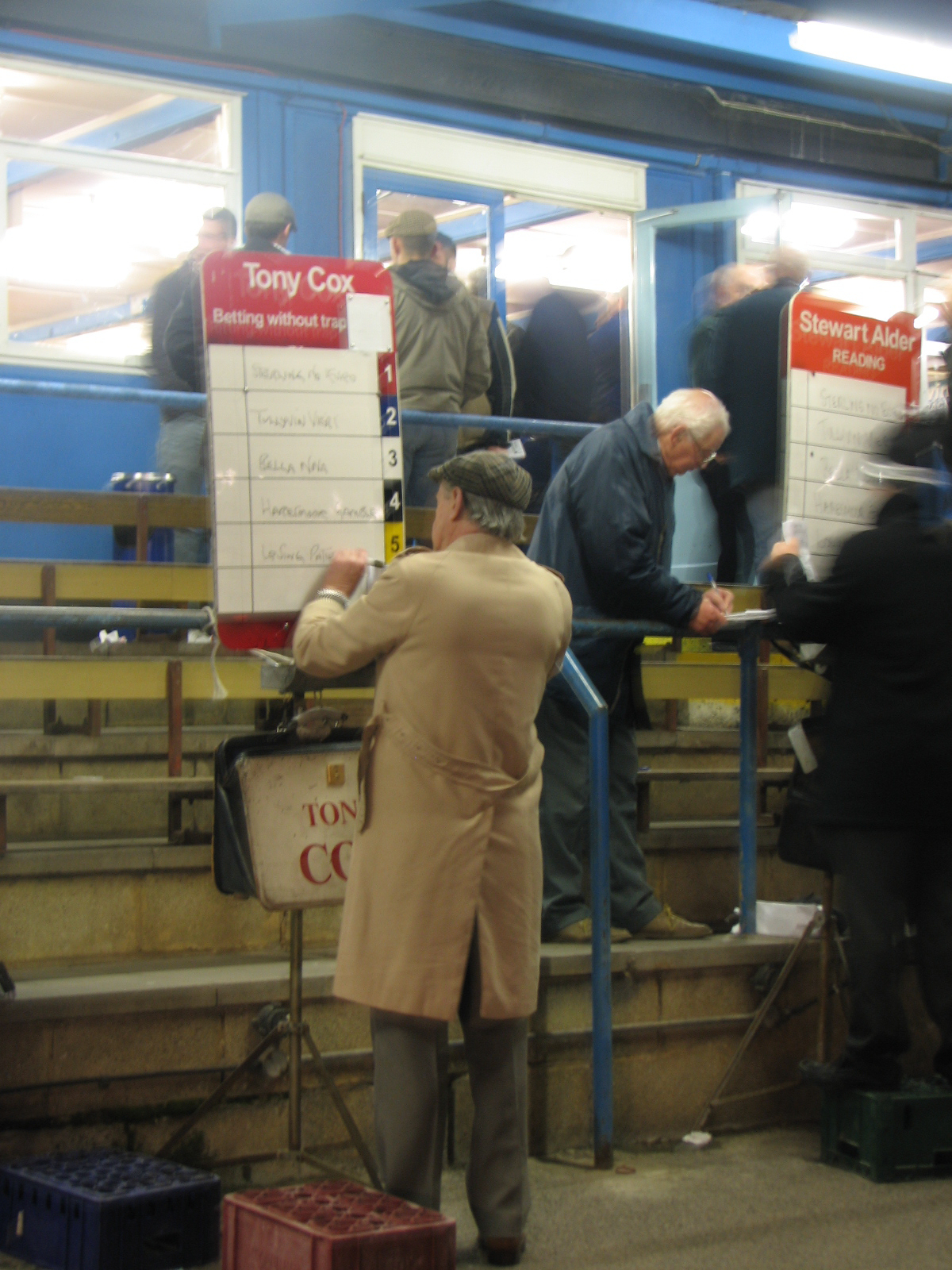
Vadslagare i Reading i Storbritannien.

Vadslagning, även dobbel, är att satsa pengar på utfallet av en framtida händelse eller på en redan inträffad men okänd händelse. Att satsa på en viss händelse kallas också för att ingå ett vad. Vad kan träffas för nöjes skull mellan två privatpersoner, men det finns också kommersiella vadslagningsfirmor, bookmakers, som lever på att låta kunder ingå vad mot dem, vanligtvis genom en bettingsida online.
Vadslagning, ofta i samband med hasardspelande kan leda till problemspelande eller spelberoende. Störst risk att utveckla dessa problem kommer av snabba och lättillgängliga spel som de i spelautomater eller på internet i form av nätpoker, nätkasino eller nätbingo. Lotteri-spel är mindre benäget att utvecklas till ett beroende.

## Vadslagningsspel
Vadslagning ingår naturligt i vissa spel, särskilt hasardspel och annat som spelas på kasinon, se till exempel roulette. Vilka vinster som betalas ut vid de olika utfallen styrs av deras uppsatta odds.
Ett vadslagningsspel är ofta kopplat till en viss sport, till exempel travsport där spelarna satsar på vilken häst som ska vinna. Fotboll är en annan sport som det ofta spelas med pengar om, se Stryktipset och Måltipset. Vanligast när det kommer till spel på fotboll är vilket lag som ska vinna eller om det blir oavgjort i matchen. Vadslagning på sport i Sverige har under det senaste decenniet utvecklats väldigt mycket. Spelutbudet har haft möjligheten att växa med stor hjälp av att vadslagningen på sport numera i största utsträckning sker online. I Sverige har Svenska Spel monopol på att bedriva denna typ av spel. Sedan e-sporten fått större genomslag har det blivit allt vanligare med vadslagning, särskilt sedan streamingtjänsten twitch blivit populärt.
Totalt slumpmässiga lotterier som Bingo, Lotto, Bingolotto, Keno samt skraplotter av olika slag kan också räknas som vadslagningsspel.
I vadslagningsspel ger bookmakers den anonyma kunden ett spelkvitto, vadkvitto, insatskvitto eller bong som bevis och beskrivning på insatsen och som behövs att få ut en vinst.

## Automatspel
Automatspel (se videopoker, enarmad bandit) är också en typ av vadslagningsspel där spelarna satsar pengar på att någon viss kombination av kort eller figurer ska slumpas fram av maskinen. Dessa spel är helt eller nästan helt styrda av slumpen, till skillnad från sportspelen och poker där spelarens skicklighet påverkar utgången i varierande grad.

## Problemspelande och spelberoende
Spel om pengar kan, liksom droger och alkohol, ge upphov till allt från enstaka negativa konsekvenser (spelproblem) till diagnostiserat spelberoende. Spelproblem innebär att man har svårt att kontrollera spelandet och att spelandet ger negativa konsekvenser som ohälsa, ekonomiska problem eller sociala problem. Spelberoende är ett allvarligt tillstånd med en ökad risk för förtidig död och självmord.
De flesta spel kan ge spelproblem, men vissa spel är mer riskabla än andra. Vadslagningsspel tillhör de med stört risk och lättillgängliga och snabba spel som spelautomater, kasinospel och internetspel som nätkasino, nätpoker och nätbingo är värst. Mindre riskabla spel är t.ex. lotterier.